# Methyl phenylacetat
Metyl phenylacetat là một hợp chất hữu cơ và là một este được hình thành từ methanol và axit phenylacetic với công thức phân tử là C6H5CH2COOCH3. Nó còn có công thức học là C9H10O2, nhiệt độ sôi là 218 °C, nhiệt độ nóng chảy là 50 °C, mật độ 1,06 g/cm³ và khối lượng phân tử là 150,1745 g/mol. Metyl phenylacetat là một chất lỏng không màu, chỉ tan ít trong nước, tan nhiều trong hầu hết các dung môi hữu cơ, rượu, dipropylene glycol và một số loại dầu cố định. Tuy nhiên, nó không tan trong dầu parafin và glycerin.
Metyl phenylacetat có mùi mật ong mạnh. Hợp chất hữu cơ này cũng là một trong số các thành phần trong rượu brandy, ớt, cà phê, mật ong, tiêu và rượu. Metyl phenylacetat được sử dụng trong ngành công nghiệp chế tạo hương vị và làm mùi hương trong nước hoa.
Ngoài ra, metyl phenylacetat còn được tìm thấy trong cacao. Nó là một thành phần tạo hương thơm của nhiều loại thực vật. Metyl phenylacetat là một trong các chất dẫn xuất của Phenylacetic Axit. Đây là hợp chất có chứa axit phenylacetic, bao gồm một nhóm phenyl được thế ở vị trí thứ hai bằng một axit axetic.